# 제14대 달라이 라마
텐진갸초(티베트어: བསྟན་འཛིན་རྒྱ་མཚོ་, 1935년 7월 6일~ )는 티베트 불교 겔룩파의 제14대 달라이 라마이다. 현 달라이 라마인 텐진갸초는 티베트 최고의 정신적 지도자이며, 살아있는 관세음보살의 현신으로 여겨지며 티베트인들의 절대적인 존경과 사랑을 받고 있다. 
달라이 라마는 1935년 7월 6일 티베트 왕국의 아무르 지방에서 태어났으며, 1937년에 전대 달라이 라마의 환생으로 인정받아 1939년에 새로운 달라이 라마로 옹립되었다. 즉위식은 라싸의 포탈라궁에서 1940년 2월 22일에 거행되었으며, 성인의 자격을 인정받은 1950년 11월 17일에 15세의 나이로 달라이 라마의 모든 권한과 권위를 물려받았다. 달라이 라마와 그를 중심으로 한 티베트 겔룩파는 티베트를 통치하는 자치 정부를 구성하였으나, 중화인민공화국 측에서는 군대를 파견하여 이들을 강제로 탄압하였고, 티베트인들과 중국인들 사이에서는 점차 갈등의 씨앗이 빚어지게 되었다.
1959년의 라싸 봉기 이후, 달라이 라마는 인도로 망명하였고 현재까지도 티베트의 정신적인 수호자라는 칭호를 유지하며 티베트의 독립을 위하여 애쓰고 있다. 그는 중국 정부 측과 온건한 협상을 통하여 티베트의 자치를 보장하며 종교의 자유 등을 포함한 티베트인들의 복지 향상을 꾀하고 있으나, 중국 측의 강경한 자세로 인하여 큰 성과를 거두지 못하였다. 달라이 라마는 전세계를 돌아다니며 불교와 비폭력, 평등, 평화와 같은 가치관들을 설파하고 있으며, 세계적으로도 큰 명망을 거두며 '세계의 스승'이라는 별명을 얻기도 하였다. 
달라이 라마는 1989년 노벨 평화상을 수상하였으며, 2006년에는 미국 의회 황금메달을 수여받았다. 타임지는 달라이 라마의 '비폭력주의, 평화주의'를 마하트마 간디의 '아힘사'에 비견하며 그를 간디의 정신적 후계자라고 평하기도 하였다.

## 생애

### 즉위 이전

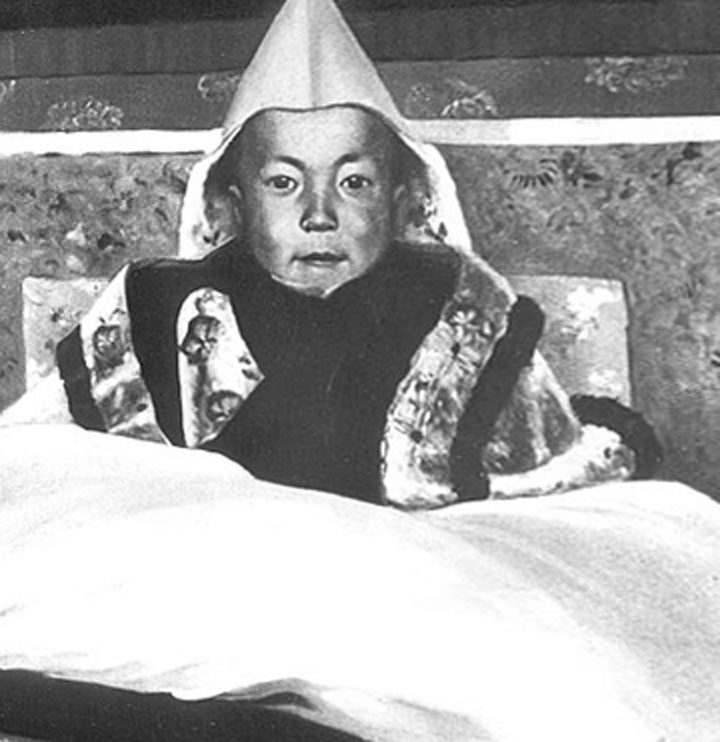
14대 달라이 라마의 소년 시절 모습

달라이 라마는 1935년 7월 6일, 칭하이성 끄트머리에 있는 홍애촌(红崖村)의 한 농부 집안에서 라모된줍(티베트어: ལྷ་མོ་དོན་འགྲུབ)이란 이름으로 태어났다. 라모된줍에게는 총 7명의 형제자매들이 있었는데, 이들 중 가장 나이가 많았던 첫째 누이는 라모된줍과 무려 18살이나 차이가 났다. 또한 가장 나이가 많았던 아들인 툽첸 노르부는 8살의 나이에 라마 린포체의 환생으로 지명받기도 하였다. 그의 누이들 중 하나였던 쩨순 페마는 평생을 티베트 어린이들의 교육에 힘썼다고 한다. 달라이 라마는 후에 회고하기를, 그가 태어나서 처음으로 배운 언어는 티베트어가 아니라 칭하이 성에서 주로 사용하는 중국어의 방언의 한 계통이었다고 전했다. 
라모된줍이 약 2살 정도가 되었을 무렵, 한편 라싸에서 13대 달라이 라마가 승하한 이후 승려들은 그의 환생을 찾기 위하여 3개의 조로 나뉘어 북동쪽, 동쪽, 남동쪽으로 떠나 전국 각지에서 조사 작업을 벌이고 있었다. 죽은 달라이 라마의 고개가 남동쪽을 향하고 있다고 어느 순간 북동쪽으로 돌아가자, 승려들은 이 것이 달라이 라마의 계시라고 믿고 북동부 일대를 샅샅이 수색하기 시작하였다. 또한 당시의 섭정이었던 린포체는 꿈 속에서 아무드 지방에 있는 신성한 호수의 환시를 보았고, 이를 근거로 아무드 지방을 최우선으로 수색하려 명령하였다. 그는 꿈 속에서 기와덮인 지붕과 벽화로 덮인 거대한 사원을 보았고, 그 사원을 돌아 동쪽의 언덕으로 올라가면 조그만 농가가 있는 것을 보았다고 주장하였고, 수색대는 아무드 지방에 달라이 라마의 환생이 태어났을 것이라는 확신을 가지고 아무드 지방을 뒤지기 시작하였다. 한편 달라이 라마가 죽은 이후 환생자를 찾던 티베트의 2인자 판첸 라마는 그가 그때까지 추적한 모든 가능성있는 어린아이들을 수색대에게 넘겨주었고, 이들 중 가장 유력한 3명을 최종적으로 선출하였다. 이 3명 중 아무드 지방의 타크쉘 마을에서 온 '용기가 넘치는' 아이가 가장 승려들의 눈에 띄었는데, 일단 개인적으로 자질이 뛰어났을 뿐만 아니라 그가 태어난 농가가 린포체 섭정에서 보았던 농가와 그 지형과 정확히 일치하였기 때문이었다. 
승려들이 처음으로 라모된줍의 집을 찾아갔을 때에, 그들은 그들의 정체를 숨기고 하인과 상인들로 위장하였다. 
현신으로 발견되어 제쮠참빼아왕로쌍예셰땐진갸초라는 법명을 받고 1940년 14대 달라이 라마로 공식 취임했다. 1959년 인도 다람살라로 망명하여 티베트 망명 정부를 세웠다. 1989년 노벨 평화상을 받았다.
텐진 갸초는 1935년에 티베트의 아무드 지방 타크쉘 마을(지금은 중국 청해성)에서 농민의 아들로 태어났다. 환생자 수색대가 마을에 왔을 때, 그는 선대 달라이 라마가 아니면 도저히 대답할 수 없는 질문에 답함으로써 주위를 납득시켰다. 이리하여 전세의 기억을 이어받은 그는 네 살의 나이에 티베트 국왕에 즉위했다.
달라이 라마 측에서는 티베트의 다른 모든 불교 종파는 달라이 라마를 전 티베트의 종교적 정치적 지도자로 인정한다고 주장한다. 그들에 따르면 달라이 라마 외에 지도자로는 판첸 라마가 있는데 판첸라마는 종교적으로 달라이라마에 다음 가는 지위에 있다. 겔룩파의 공식적인 지도자는 간덴 트리파(Ganden Tripa, 겔룩파의 창시자 총카파가 세운 첫 번째 사원 간덴사의 주지)이다.
달라이 라마는 겔룩파가 티베트에 진출한 이래(17세기 중엽부터 중화인민공화국이 티베트를 차지한 1959년 달라이 라마 14세가 인도로 망명하기까지) 티베트의 통치자였다.
사람들은 달라이 라마, 텐진 갸초가 자비의 보살인 관세음보살(티베트어: Chenrezig)의 화신이라고 믿으며, 달라이 라마가 죽은 뒤에 차기의 달라이 라마가 다시 환생하였다고 믿는다. 하지만 지금의 달라이 라마는 스스로 자신이 깨달은 자라는 것을 천명하지 않고 있다. 특히 텐진 갸초는 1959년 중국의 티베트 통치에 반대하여 인도로 망명하였다. 처음 망명 시절 인도 전통 음식 문화를 따르려 고기를 안 먹고 채식주의자가 되어보려 했으나, 황달에 걸려 이후 주치의의 권고로 약간의 고기를 먹는 처방전을 따른다.
그 후 전 세계를 돌아다니며 불교의 가르침을 알리는 한편 국제 사회에 티베트의 독립을 지지해 줄 것을 호소하고 있다.
티베트 불교는 대승불교와 밀교에 속한다. 달라이 라마와 판첸 라마는 환생을 관리하는 중요한 동반자였지만 현대 들어 판첸 라마가 중국 정부에 근접하면서 두 라마의 거리는 멀어졌다. 결국 지금은 전통에 의한 역대의 달라이 라마가 지정한 판첸 라마와 중국 정부가 지정한 판첸 라마가 라마교(티베트 불교)의 지도자로 다른 위치에서 공존하고 있다.
2018년 11월 중순에 방일 전에 달라이 라마는 "후계자를 민주적으로 뽑는 방식을 채택할 수 있다"는 발언을 했다.
2019년 3월에는 타임지와 인터뷰에서 달라이 라마 제도의 폐지를 시사했다. 또, 사후 환생은 인도에서 이뤄진다고 말했다.
달라이 라마는 2011년 8월부터 선거로 뽑힌 중앙티벳정부(Central Tibetan Administration, CTA)의 대통령(President)에게 정부 수반 지위를 이양하였다. 또한 겔룩빠의 공식적인 종정은 예전부터 달라이 라마가 아니라 교단 원로들 중에 돌아가면서 선출되는 간덴 티빠(Gaden Tripa)였다. 따라서 현재 달라이 라마는 공식적으로 정치적 권한을 모두 이양한 상태이며, 겔룩빠의 종정도 아니다. 그러나 여전히 실질적인 국가 원수이자 티베트 불교를 대표하는 종교 지도자로서 예우를 받고 있다.

## 변화
중국 당국이 최근 티베트인 거주 지역에서 티베트 불교의 정신적 지도자인 달라이 라마 숭배를 일부 허용한 것으로 알려져 중국 당국의 티베트 정책 변화 여부가 주목되고 있는데 자유아시아방송(RFA)은 27일 소식통을 인용해 중국 당국이 티베트인 거주지역인 칭하이(靑海)성과 쓰촨(四川)성에서 승려들이 공개적으로 달라이 라마를 '정치적' 인물이 아닌 종교 지도자로 숭상하는 것을 허용했다고 보도하고 있다.

## 대외 관계

### 대한민국과의 관계
14대 달라이 라마의 방한은 2000년 달라이 라마 방한 준비위원회가 발족하면서 여러 경로를 통해 본격적으로 추진되어 왔지만, 대한민국 정부는 2000년 달라이 라마의 비자를 발급하지 않아 대한민국 방문을 취소시킨 바 있으며 당시 대한민국 정부는 중국 정부의 압력으로 달라이 라마의 방문을 무산시켜 언론, 불교계, 그 외의 종교 기구들로부터 강한 비판을 받은 바 있다.
2004년 11월 인도를 방문하여 달라이 라마와 40분가량 면담한 선천사 주지 진옥 스님은 2005년 부처님 오신 날을 전후해 방한해 달라는 요청을 하였고, 이에 대해 달라이 라마는 "대한민국 정부가 방한을 허용한다면 모든 일정을 취소하고라도 방한하겠다. 그 동안 못 들어간 나라가 대한민국 밖에 없다."며 간곡한 방한의 뜻을 밝혔다고 말한 것으로 알려져 있다. 하지만 중화인민공화국의 압력으로 대한민국 정부는 달라이 라마의 방한을 추진하지 못하는 상태이다.

## 같이 보기
- 달라이 라마

## 참고 자료
- 「조르주 바타이유」, 티베트의 라마교, 유기환 저, 살림 (2006년, 89~101p)
- 「중국문명대시야」, 베이징대학교 중국전통문화연구 위안싱페이 저, 장연, 김호림 역, 김영사 (2007년, 121~292p)